# Jenno Witsen
Prof. dr. mr. Jenno Witsen (Bilthoven, 14 februari 1927) is een Nederlands jurist die gedurende 26 jaar verbonden is geweest aan de Rijksplanologische Dienst, waarvan de laatste 7 jaar (1983-1990) in de functie van directeur-generaal van de ruimtelijke ordening.
Witsen studeerde rechten aan de Katholieke Universiteit Nijmegen. Na afloop van zijn ambtelijke loopbaan is hij enkele jaren aan deze universiteit verbonden geweest als bijzonder hoogleraar aan de planologische opleiding. In 1992 ontving hij een eredoctoraat in de planologie van de Universiteit van Amsterdam.
Hij was onder meer vicevoorzitter van de omroepvereniging VPRO, honorary treasurer van de International Federation for Housing and Planning (IFHP), vicevoorzitter van het Nederlands Instituut voor Ruimtelijke Ordening en Volkshuisvesting (NIROV) en vicevoorzitter van de Stichting Kleur Buiten.
Eerder was hij juridisch medewerker bij de Vereniging van Nederlandse Gemeenten (VNG) en jurist in algemene dienst bij de gemeente Voorburg.
Witsen is Ridder in de Orde van de Nederlandse Leeuw en Commandeur in de Orde van Oranje-Nassau. In 2002 werd hij geëerd met de Hudig-penning voor bijzondere verdiensten op het gebied van volkshuisvesting en stedebouw.

## Privé
Jenno Witsen was gehuwd met Ineke de Leede (1930-2024) met wie hij drie zoons kreeg: Michiel, Peter Paul en Joris. Hij is de kleinzoon van de kunstschilder, graficus en schrijver Willem Witsen (1860-1923).